# Доходный дом М. Н. Пятковой
Доходный дом М. Н. Пятковой — двухэтажный дом в Железнодорожном районе Новосибирска, построенный в 1906 году. Принадлежал мещанке Марии Пятковой. Памятник архитектуры регионального значения.

## История
Двухэтажный деревянный дом был построен в 1905—1906 годы в квартале № 22 на участке № 6 Центральной части города и принадлежал минусинской мещанке Марии Николаевне Пятковой.

## Описание
Здание стоит на бутовых фундаментах и завершается вальмовой крышей. Под частью дома расположен подвал. Перекрытия здания деревянные.
Главный фасад выходит на красную линию Коммунистической улицы.
С запада к основному объёму примыкает равный с ним по высоте жилой пристрой, сооружённый в более поздний период; со стороны двора расположена лестничная клетка.
Западная стена представляет собой кирпичный брандмауэр.
Стены здания состоят из обшитого тёсом круглого бруса «в лапу».
Сочетание тройных и одинарных окон, различные способы обшивки стен (горизонтально, вертикально и ёлочкой), богатые декоративные элементы двухподзорного карниза на кронштейнах, наличники и фриз — всё это создаёт композицию главного фасада.
Плоскость стены и углы дома украшены филёнчатыми пилястрами.
Оконные проёмы с лучковым завершением, их наличники декорированы растительным орнаментом.

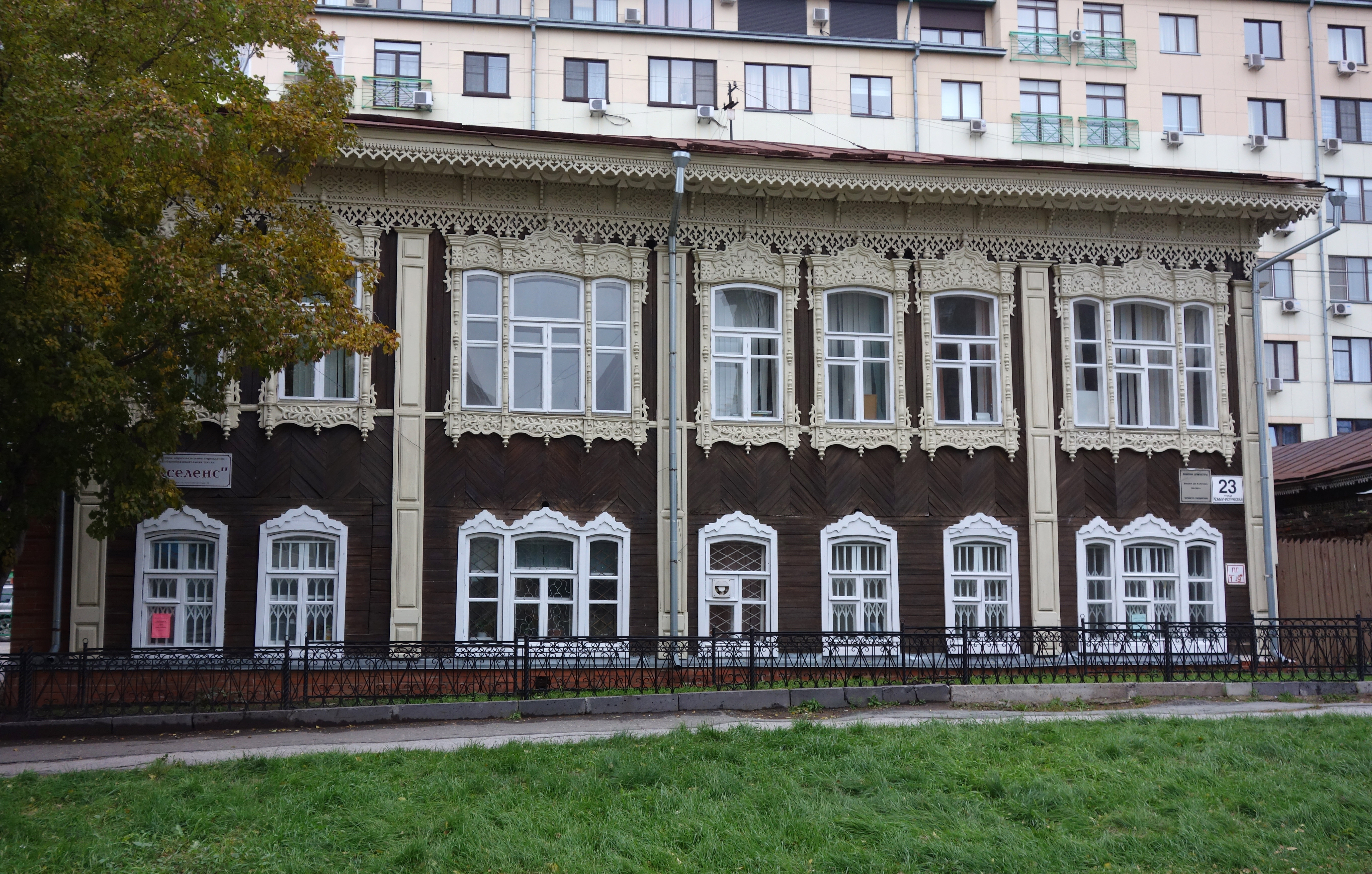
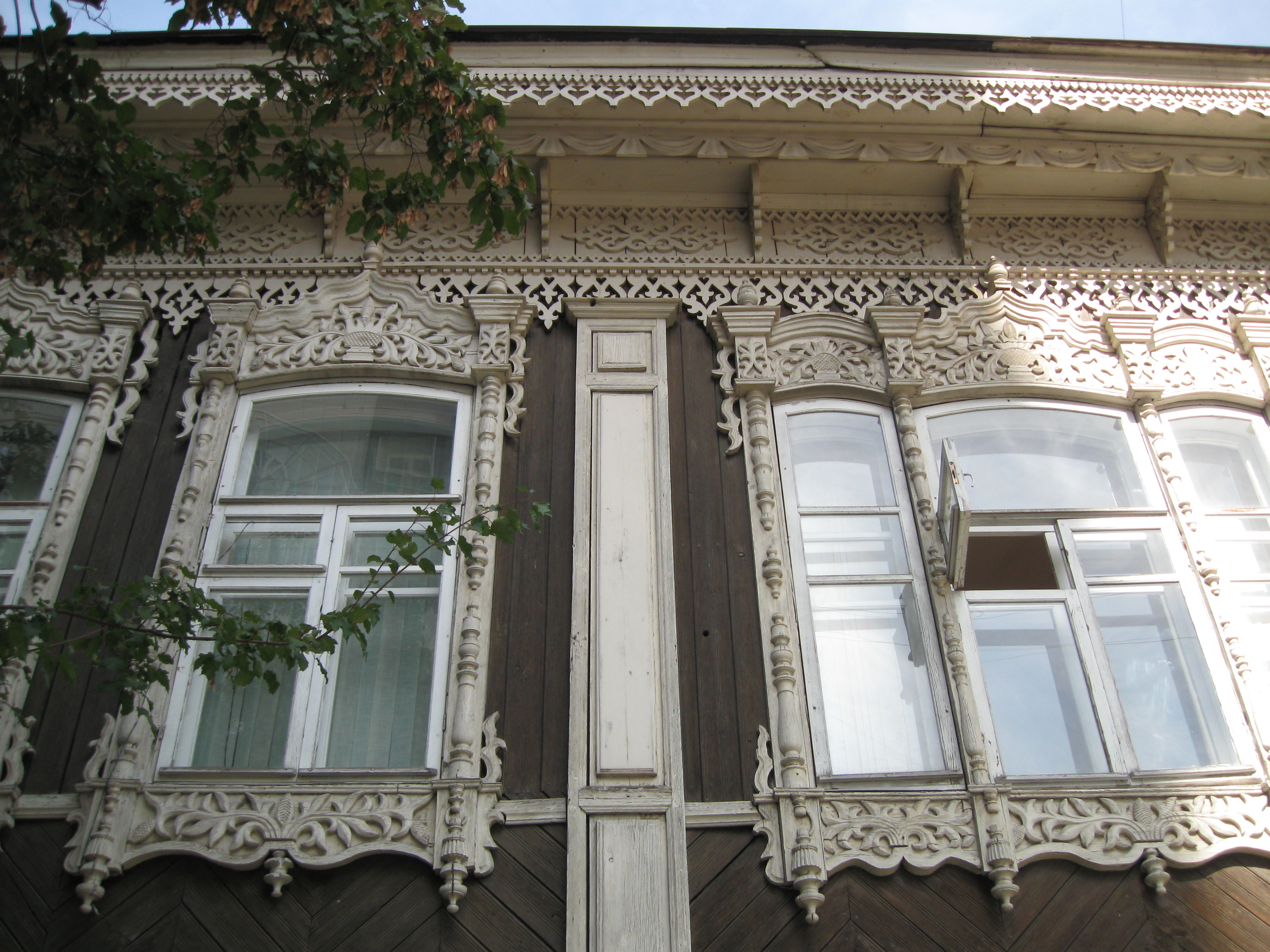
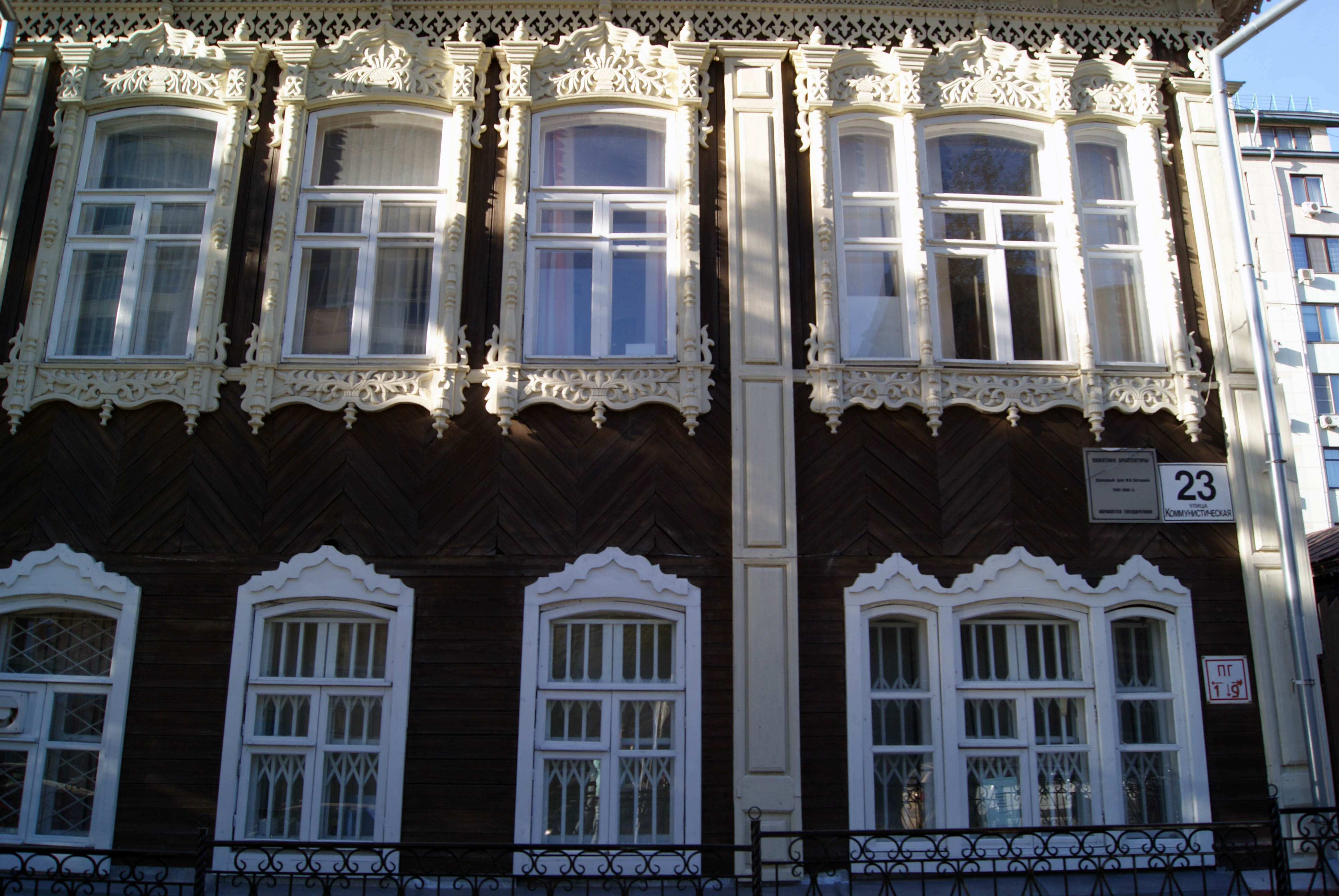

Габариты здания — 17 × 13,6 м.